# Robert Moog
Robert "Bob" Moog, född 23 maj 1934 i New York i New York, död 21 augusti 2005 i Asheville, North Carolina, var en amerikansk musikinstrumentmakare som försåg en lång rad nyckelpersoner inom elektronisk musik med synthesizers. Han hade ett nära samarbete med Wendy Carlos som tidigt lärde sig hantera instrumentet.
Robert Moog skapade den klassiska analoga synthesizern, Moog modular system och senare Minimoogen. Dessförinnan byggde han thereminer.
Moog tilldelades Polarpriset år 2001 tillsammans med Karlheinz Stockhausen och Burt Bacharach.

## Galleri

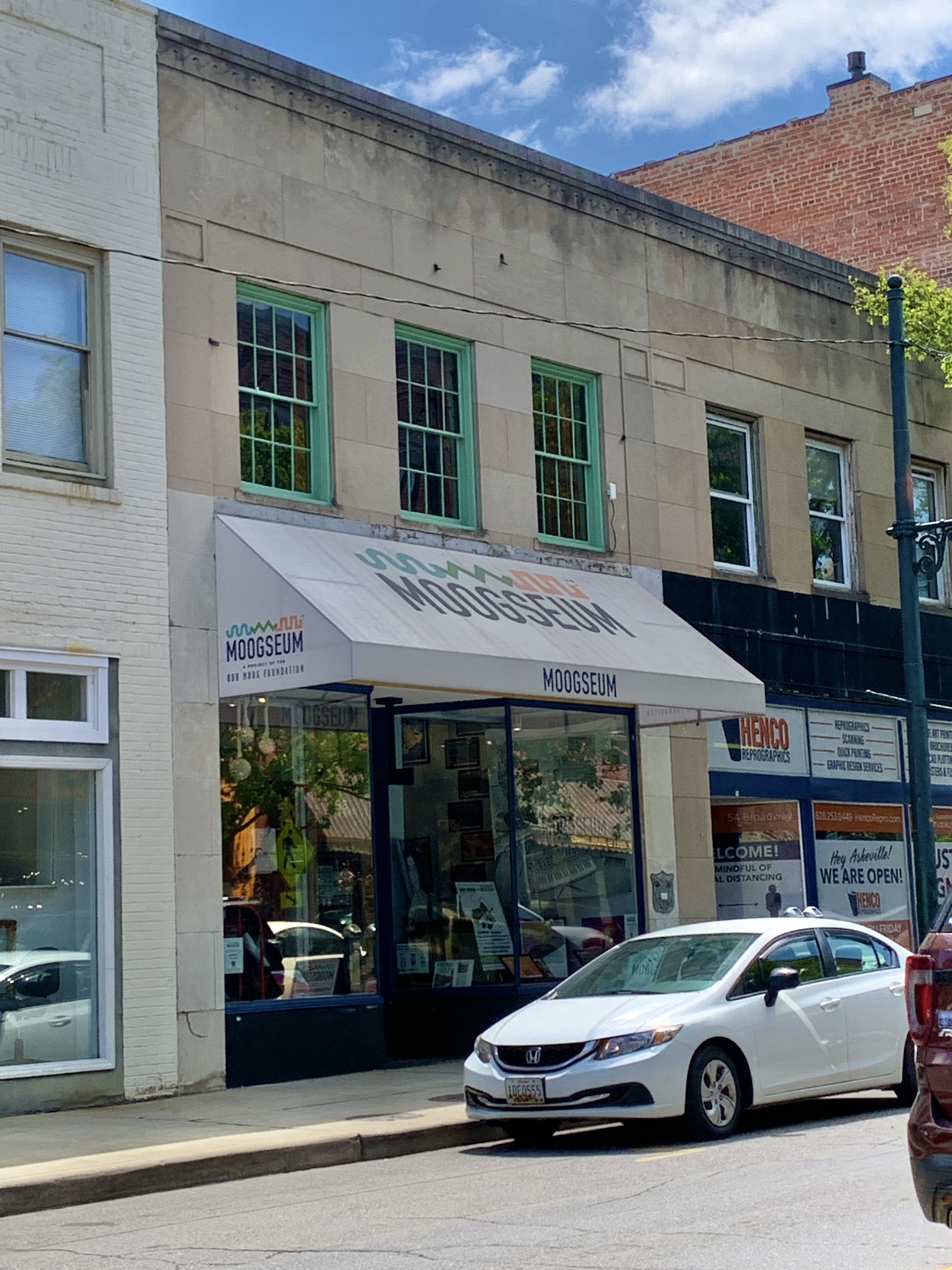
The Moog Museum i Asheville.
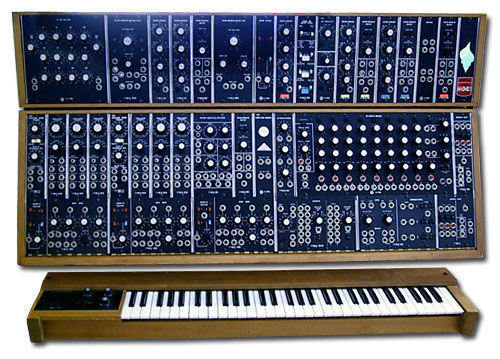
Moog synthesizer System 55.
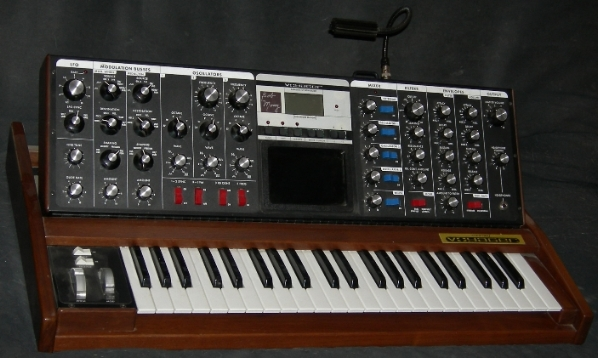
En Minimoog Voyager.
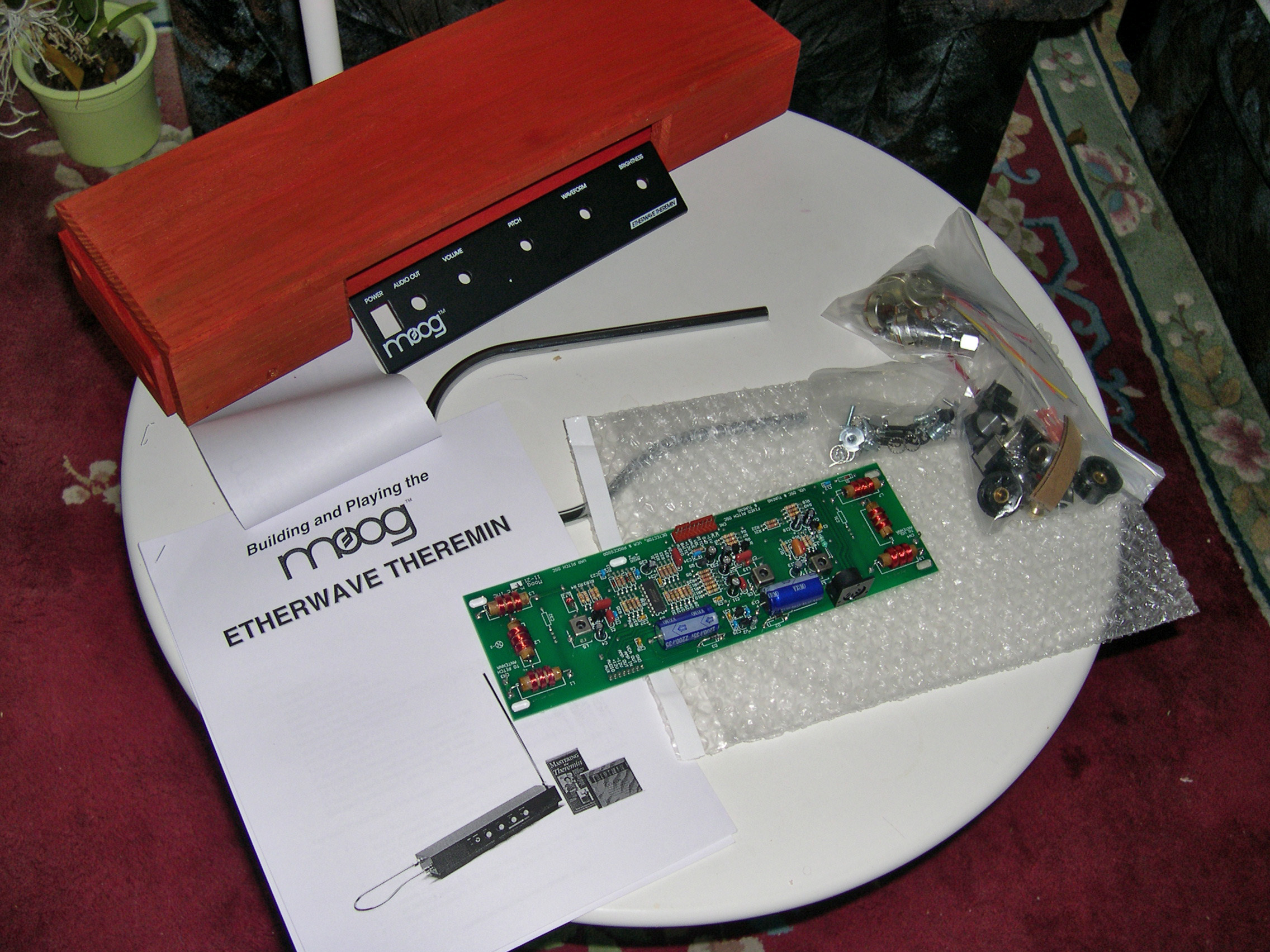
En byggsats till en Theremin